# 2023年朝鮮民主主義人民共和國地方選舉
朝鮮民主主義人民共和國第23屆地方選舉會於2023年11月26日舉行，以選出省、市、縣和區級的人大代表。朝鮮官媒自1956年來首次報導投票中出現反對票，但外媒持疑政府是否為了真實性而作票。

## 背景和籌備
最高人民會議常務委員會於2023年10月16日釋出消息，將在11月26日舉行地方人民議會選舉。
2023年10月19日，最高人民會議常務委員會發布第242號決定，成立中央選舉指導委員會，由Kang Yun Sok擔任主席，Jon Kyong Chol擔任副主席，Ko Kil Son擔任秘書長，Ri Chol Hun、Kil Pong Chan、Ri Thae Sop、Kim Kum Chol、Ko Jong Bom、Mun Chol、Han Jong Hyok、Kim Jong Sun、Kim Song Ho和Jon Song Min擔任委員。
朝鮮中央通訊社10月26日報導，為選舉組織選區和次選區委員會。這是選舉法修訂後的第一次選舉。新法允許在一些選區推薦兩名候選人，並舉行初選來決定最終的候選人。

## 結果
| 政黨   | 政黨                 | 得票率 (%) | 得票率 (%) |
| 政黨   | 政黨                 | 省         | 市         |
| ------ | -------------------- | ---------- | ---------- |
|        | 祖國統一民主主義戰線 | 99.91      | 99.87      |
| 反對   | 反對                 | 0.09       | 0.13       |
|        |                      |            |            |
| 投票率 | 投票率               | 99.63      | 99.63      |

政府在投票站設置兩個不同顏色的單獨投票箱，分別為贊成及反對。韓國統一部表示，這個制度阻礙了不記名投票原則，因為很容易看出選民是投贊成票還是反對票。
根據中央選舉指導委員會的資料，此次選舉的投票率為99.63%，比四年前的99.98%略低，另外有0.37%的人口因在海外而無法投票，0.000078%的人棄權。省議會選舉中，贊成票佔99.91%，反對票佔0.09%；市和縣議會中，贊成票佔99.87%，反對票佔0.13%，總共選出了27,858名議會代表。
朝鮮官媒自1956年來首次在地方選舉中報導有反對票，這被視為試圖將自己描繪成一個民主國家。韓聯社表示，朝鮮改變選舉制度後，「反對票的公開」及「投票率調整」可能是為了展現自己是民主國家的表現。

## 資料來源
1. 1 2 3 4  . 韓聯社. 2023-11-28  [2024-07-25]. （原始内容存档于2023-11-29） （英语）.
2. ↑  . 朝中社. 2023-10-17  [2024-07-25]. （原始内容存档于2023-11-21） （英语）.
3. ↑  . 朝中社. 2023-10-22  [2024-07-25]. （原始内容存档于2023-10-22） （韩语）.
4. ↑  . 朝中社. 2023-10-20  [2024-07-25]. （原始内容存档于2023-10-20） （英语）.
5. 1 2  . Reuters. 2023-11-28  [2024-07-25]. （原始内容存档于2023-11-29） （英语）.
6. ↑  . 朝中社. 2023-11-28  [2024-07-25]. （原始内容存档于2023-11-29） （英语）.